# NGC 6067
NGC 6067 (również OCL 953 lub ESO 178-SC12) – gromada otwarta znajdująca się w gwiazdozbiorze Węgielnicy. Odkrył ją James Dunlop 8 maja 1826 roku. Jest położona w odległości ok. 4,6 tys. lat świetlnych od Słońca.